# Stefan Fryc
Stefan Fryc (19 agosto 1894 – 9 novembre 1943) è stato un calciatore polacco, di ruolo difensore.

## Carriera

### Club
Ha giocato tutta la carriera nel campionato polacco.

### Nazionale
Con la Nazionale ha preso parte alle Olimpiadi del 1924.